# 7 divů světa (hra)
7 divů světa (anglicky 7 Wonders) je stolní hra navržená francouzským tvůrcem Antoinem Bauzou a vydaná poprvé roku 2010. Jedná se o rychlou karetní „draftovací“ budovatelsky strategickou hru s tematikou starověkých civilizací. Určena je pro společnost až sedmi hráčů, v původním vydání od dvou, v nové úpravě z roku 2020 až od tří hráčů. Jejich úkolem je v průběhu tří etap vybudovat město s jedním ze sedmi divů světa a získat co nejvíce bodů, ať už stavbou veřejných budov, výhodným obchodováním, vítěznými vojenskými konflikty, rozvojem vědy, nebo dalšími způsoby.
Mezi výrazné a oceňované prvky hry patří její výtvarné zpracování, systém draftování karet a možnost zapojení až 7 hráčů bez negativního dopadu na herní dobu. Hra získala desítky ocenění včetně Kennerspiel des Jahres 2011 a v roce 2019 ji vedoucí herní designéři uváděli jako jednu z nejvlivnějších her desetiletí. V roce 2017 se uvádělo, že se hry celosvětově prodalo více než 1 milion kopií. Také odvozená hra pro 2 hráče 7 divů světa: Duel získala různá ocenění, mimo jiné i Hra roku 2017 české Akademie her.

## Hry a rozšíření
- 7 divů světa (7 Wonders, 2010) – základní hra pro 2–7 hráčů
  - 7 Wonders: Leaders (2011) – první rozšíření, které do hry přidalo karty významných osobností
  - 7 Wonders: Cities (2012) – druhé rozšíření, přidávající nové dva divy (Petra a Bazantion/Konstantinopol), nový druh karet (s tématem odvrácené stránky městského života) a možnost zadlužení či vyhnutí se konfliktům diplomacií
  - 7 Wonders: Wonder Pack (2013) – menší rozšíření, jímž se hra rozrostla o další 4 divy: tři starověké (Abú Simbel, Velká čínská zeď, Stonehenge) a jeden speciální (Čurajícího chlapečka v Bruselu, autorově rodném městě)
  - 7 Wonders: Babel (2014) – třetí větší rozšíření, které zavedlo zcela nové herní prvky s budováním Babylonské věže a velkých projektů babylonských v jejím okolí
  - 7 Wonders: Leaders Anniversary Pack a 7 Wonders: Cities Anniversary Pack (2017) – dvojice menších rozšíření, která přidala další karty vůdců a karty měst k prvním dvěma rozšířením
  - 7 Wonders: Armada (2018) – čtvrté větší rozšíření, jež rozšířilo dosavadní pozemní vojenské konflikty také o možnost konfliktů námořních, přidalo speciální karty ostrovů a také nové běžné karty s námořní tematikou
  - několik propagačních minirozšíření přidávajících jednotlivé nové divy či speciální karty
- 7 divů světa: Duel (7 Wonders: Duel, 2015) – samostatná odvozená hra pro 2 hráče
  - 7 divů světa: Duel – Panteon (7 Wonders: Duel – Pantheon, 2016) – první rozšíření přidalo 2 nové karty divů i nové herní prvky s kartami bohů, chrámů ad.
  - 7 divů světa: Duel – Agora (7 Wonders: Duel – Agora, 2020) – druhé rozšíření přidalo další 2 divy, senát se senátory, dekrety a spiknutími
- 7 divů světa (7 Wonders: New Edition, 2020) – nová edice základní hry s celkovým redesignem a drobnými úpravami pro 3–7 hráčů
  - reedice všech velkých rozšíření Leaders, Cities, Babel a Armada (vše 2020) s redesignem a dílčími úpravami